# Сен-Дезире
Сен-Дезире́ (фр. Viplaix) — коммуна во Франции, находится в регионе Овернь. Департамент коммуны — Алье. Входит в состав кантона Юрьель. Округ коммуны — Монлюсон.
Код INSEE коммуны — 03225.

## Население
Население коммуны на 2008 год составляло 470 человек.
| 1800 | 1900 | 1940 | 1962 | 1968 | 1975 | 1982 | 1990 | 1999 | 2008 |
| ---- | ---- | ---- | ---- | ---- | ---- | ---- | ---- | ---- | ---- |
| 500  | 1400 | 1000 | 650  | 731  | 555  | 498  | 442  | 455  | 470  |

## Экономика
В 2007 году среди 275 человек в трудоспособном возрасте (15—64 лет) 187 были экономически активными, 88 — неактивными (показатель активности — 68,0 %, в 1999 году было 67,8 %). Из 187 активных работали 170 человек (95 мужчин и 75 женщин), безработных было 17 (6 мужчин и 11 женщин). Среди 88 неактивных 18 человек были учениками или студентами, 45 — пенсионерами, 25 были неактивными по другим причинам.

## Достопримечательности
- Романская монастырская церковь Сен-Дезире (XI—XII века)
- Бывшая приходская церковь Сен-Дезире
- Бывшая приходская церковь Муссе
- Склеп в церкви Сен-Дезире (VI век)
- Часовня Сент-Агат
- Древнее аббатство Бюсьер-ле-Нонен
- Римская вилла
- Бывший вокзал (нач. XIX века)

## Фотогалерея

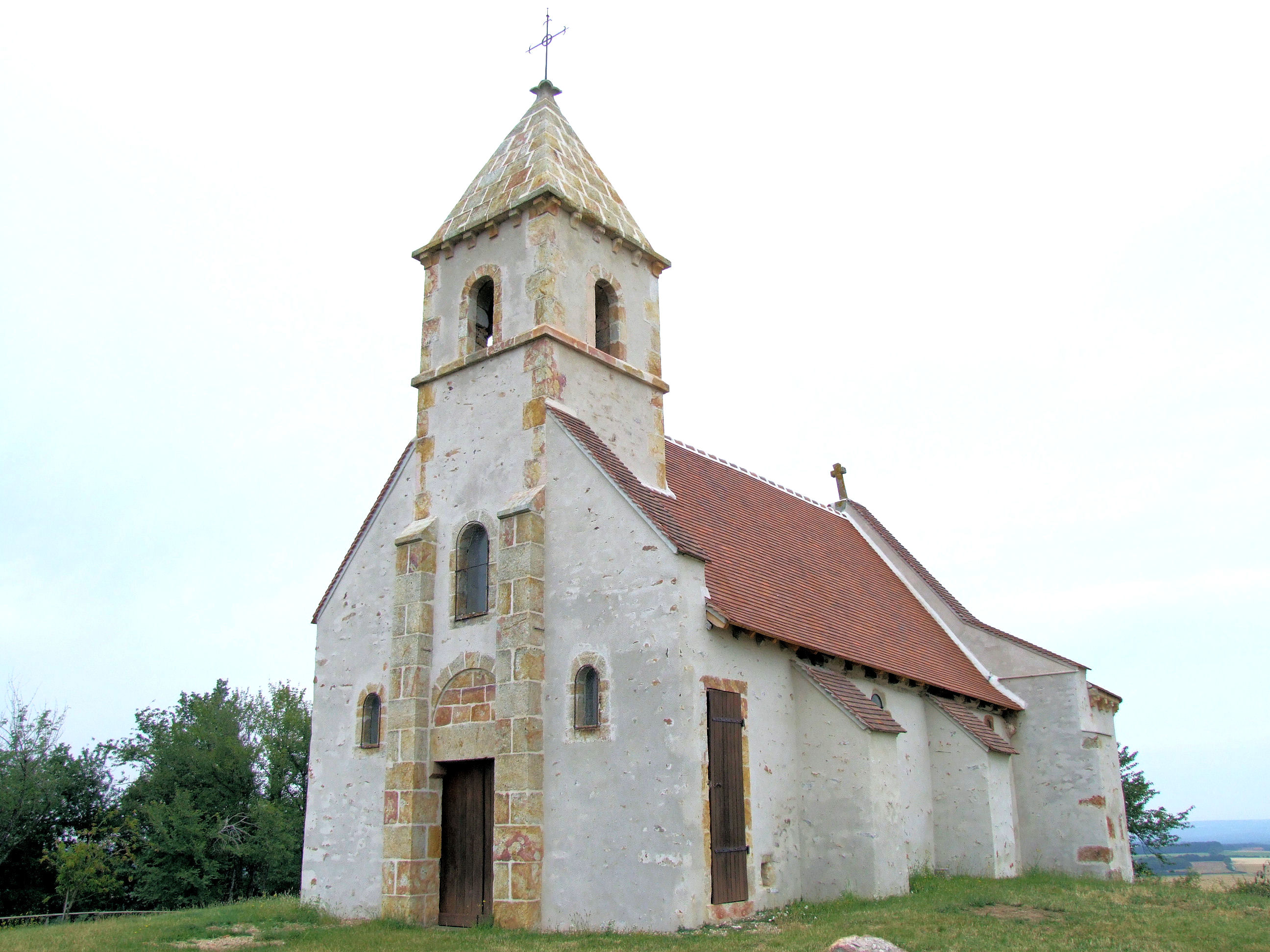
Часовня Сент-Агат
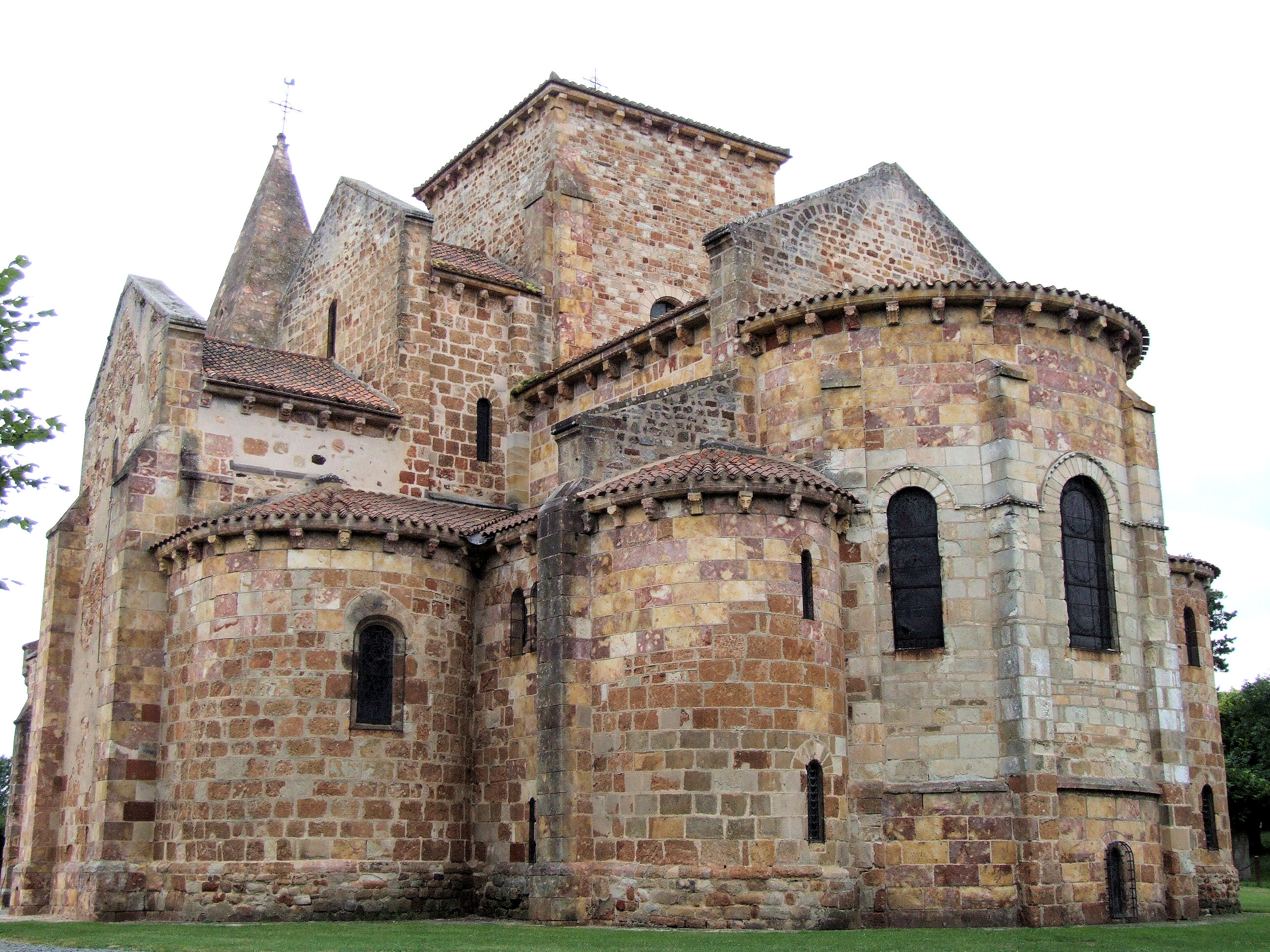
Церковь Сен-Дезире
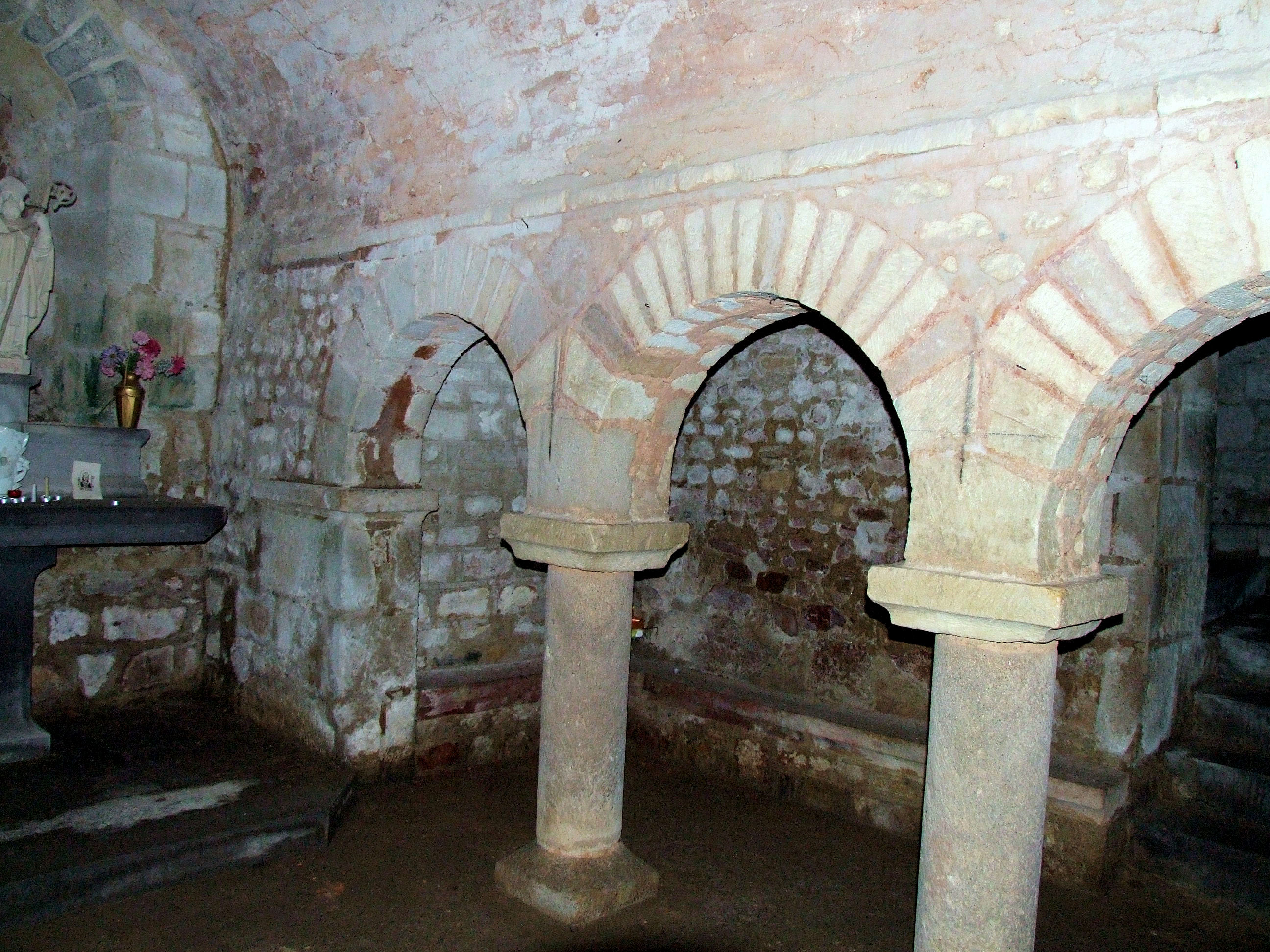
Склеп в церкви Сен-Дезире
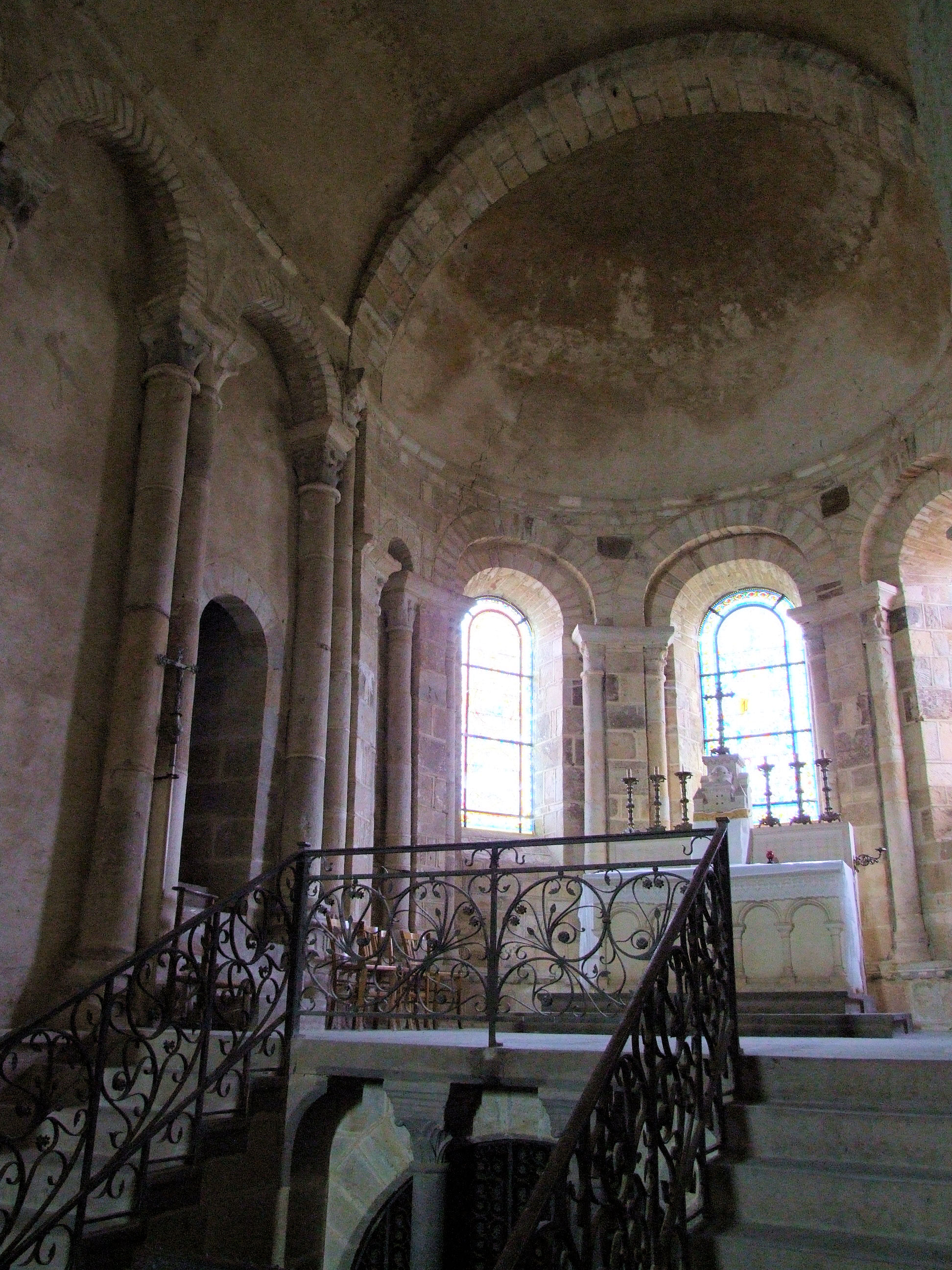
Апсида алтаря над склепом